# Flavina reduttasi
La flavina reduttasi è un enzima appartenente alla classe delle ossidoreduttasi, che catalizza la seguente reazione:
riboflavina ridotta + NADP+ ⇄ riboflavina + NADPH + H+
L'enzima di Entamoeba histolytica riduce la riboflavina e galattoflavina, e, più lentamente, FMN e FAD. NADH è ossidato più lentamente del NADPH.